# Galeria Wildenstein

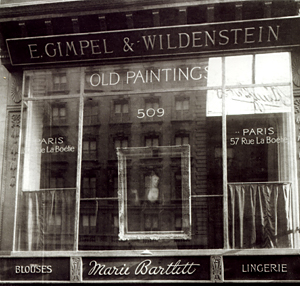
Fachada da antiga sede da Galeria Wildenstein, na Quinta Avenida de Nova Iorque, em 1907.

A Galeria Wildenstein, oficialmente denominada Wildenstein & Company, é uma tradicional galeria de arte privada, fundada em Paris por Nathan Wildenstein em meados do século XIX e administrada por sua família desde então. Sua sede hoje se encontra em Nova Iorque, possuindo ainda uma filial em Tóquio e um instituto de pesquisas na capital francesa. O Instituto Wildenstein, criado por Georges, filho de Nathan, mantém uma das maiores bibliotecas de referência em história da arte do mundo. A galeria também administra a PaceWildenstein, voltada exclusivamente à arte contemporânea.

## Histórico
A Galeria Wildenstein foi fundada em Paris durante a década de 1870 pelo empresário judeu alsaciano Nathan Wildenstein, reunindo pinturas, esculturas e desenhos franceses dos séculos XVIII e XIX, e obras mais antigas de mestres italianos, holandeses, flamengos e espanhóis. Na virada do século, a galeria já era uma das mais proeminentes da capital francesa. Apesar disso, Wildenstein considerava que o emergente mercado norte-americano era mais promissor. Associou-se aos marchands Ernest e René Gimpel, com os quais abriu a Gimpel & Wildenstein em Nova Iorque, em 1903. Trinta anos depois, a galeria mudou-se da Quinta Avenida para um edifício encomendado ao arquiteto Horace Trumbauer, que lhe serve de sede até hoje. Em 1925, a galeria abriu uma filial em Londres e, em 1929, outra em Buenos Aires.
Com a morte de Nathan em 1934, seu filho, Georges Wildenstein, assumiu o controle da galeria. Como seu pai, Georges era conhecido pela grande habilidade nos negócios, mas também era fortemente devotado ao estudo da história da arte e à pesquisa acadêmica. Agregou um grande lote de obras do Impressionismo ao acervo da galeria e foi representante comercial de Pablo Picasso. Também logrou reuniur uma expressiva biblioteca de referência e uma vasta fototeca, hoje pertencentes ao Instituto Wildenstein, uma organização sem fins lucrativos dedicada ao desenvolvimento de estudos e pesquisas em história da arte. Georges dirigiu a Gazette des Beaux-Arts e publicou inúmeros trabalhos relacionados à arte francesa do século XIX. Foi postumamente homenageado dando seu nome à pinacoteca do Museu de Arte de São Paulo, a quem repassou inúmeras obras em condições especiais de pagamento.
Daniel Wildenstein assumiu a direção da galeria após a morte do pai, em 1963. Como Georges, Daniel também se dedicou ao estudo da história da arte, especializando-se em pintura do Impressionismo e escreveu catálogos raisonée e obras de referência neste campo. Foi também redator da Gazette des Beaux-Arts e membro do Institut de France. No comando da galeria, abriu uma filial da Wildenstein em Tóquio, e buscou diversificar o acervo. Em 1993, estabeleceu um empreendimento conjunto com a Pace Gallery, uma das principais galerias de arte voltadas à produção contemporânea norte-americana, criando a PaceWildenstein.
Em 1995, o jornalista porto-riquenho Hector Feliciano publicou The Lost Museum: The Nazi Conspiracy to Steal the World's Greatest Works of Art ("o museu perdido: a conspiração nazista para roubar as maiores obras-primas do mundo"), em que acusa o antigo diretor da galeria, Georges Wildenstein, de recepcionar e revender obras pilhadas durante a ocupação nazista na França. Em 2001, a Wildenstein foi formalmente acusada de vender oito manuscritos dos séculos XV, XVI e XVII que não pertenceriam à galeria, mas a um colecionador judeu.

## Obras comercializadas
Ao longo do século XX, a Wildenstein converteu-se em uma das maiores e mais bem sucedidas galerias de arte do mundo, vendendo ou revendendo a um grande número de museus, instituições e colecionadores particulares dos Estados Unidos, Europa, Japão e América do Sul uma expressiva quantia de obras-primas universais. As boas relações mantidas pelos titulares da família Wildenstein no mercado internacional de arte ajudaram a galeria a conquistar clientes de peso, como Calouste Gulbenkian, Edmond de Rothschild, John Pierpont Morgan, Assis Chateaubriand, Henry Ford II e Jean Paul Getty, entre outros. Abaixo, uma seleção de obras-primas comercializadas pela Wildenstein.

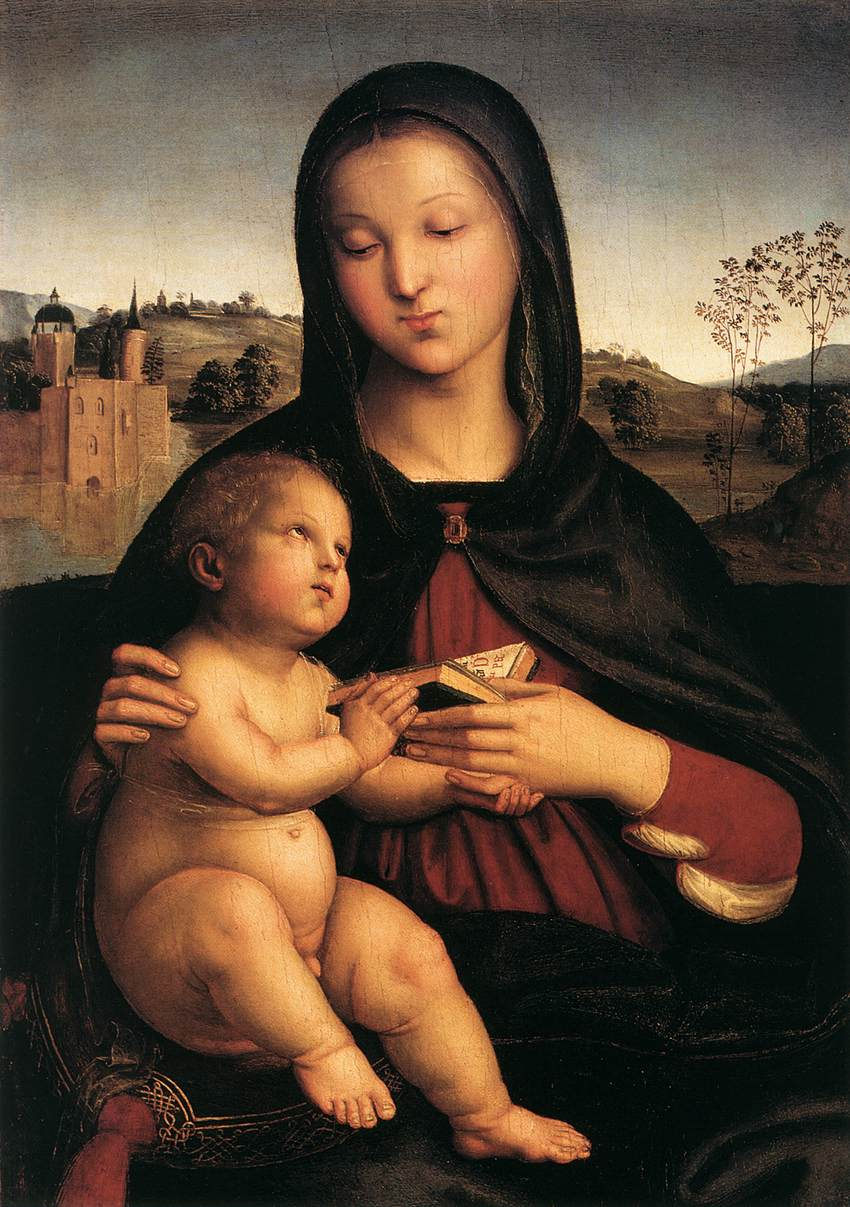
Rafael - Virgem com o Menino, c.1503. Norton Simon Museum.
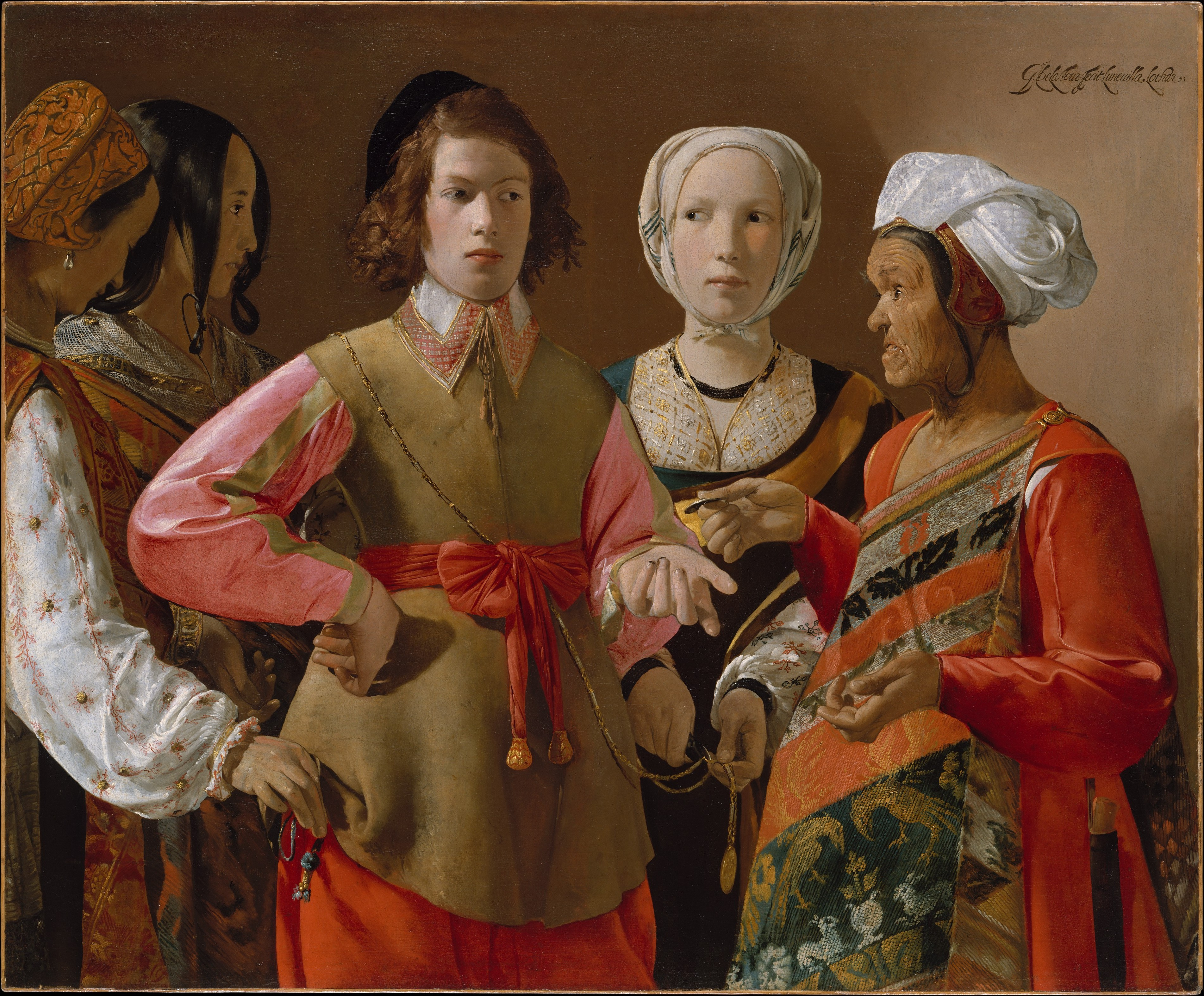
Georges de La Tour - A adivinha, 1633-1639. Metropolitan Museum of Art.
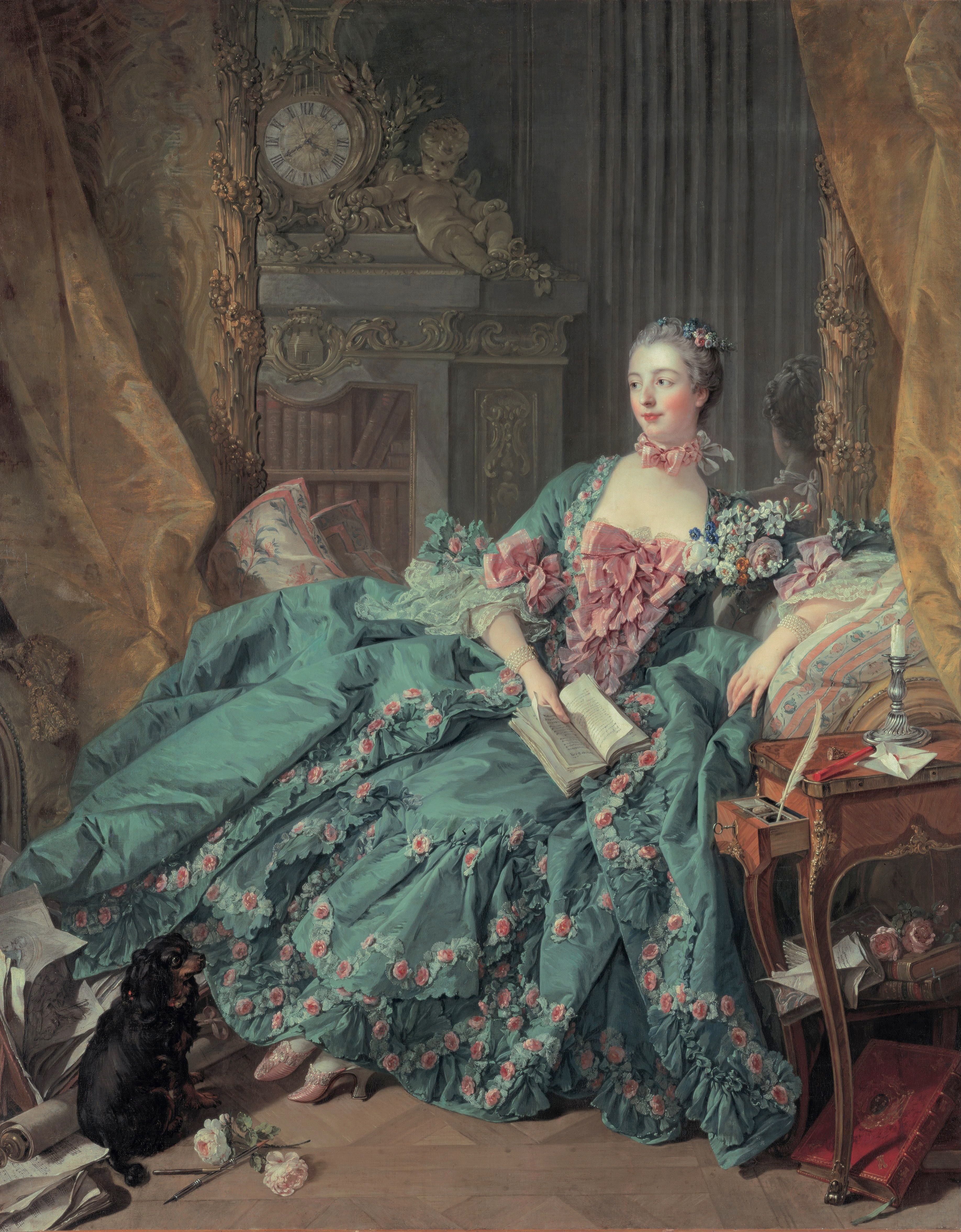
François Boucher - Retrato de Madame Pompadour, 1756. Alte Pinakothek.
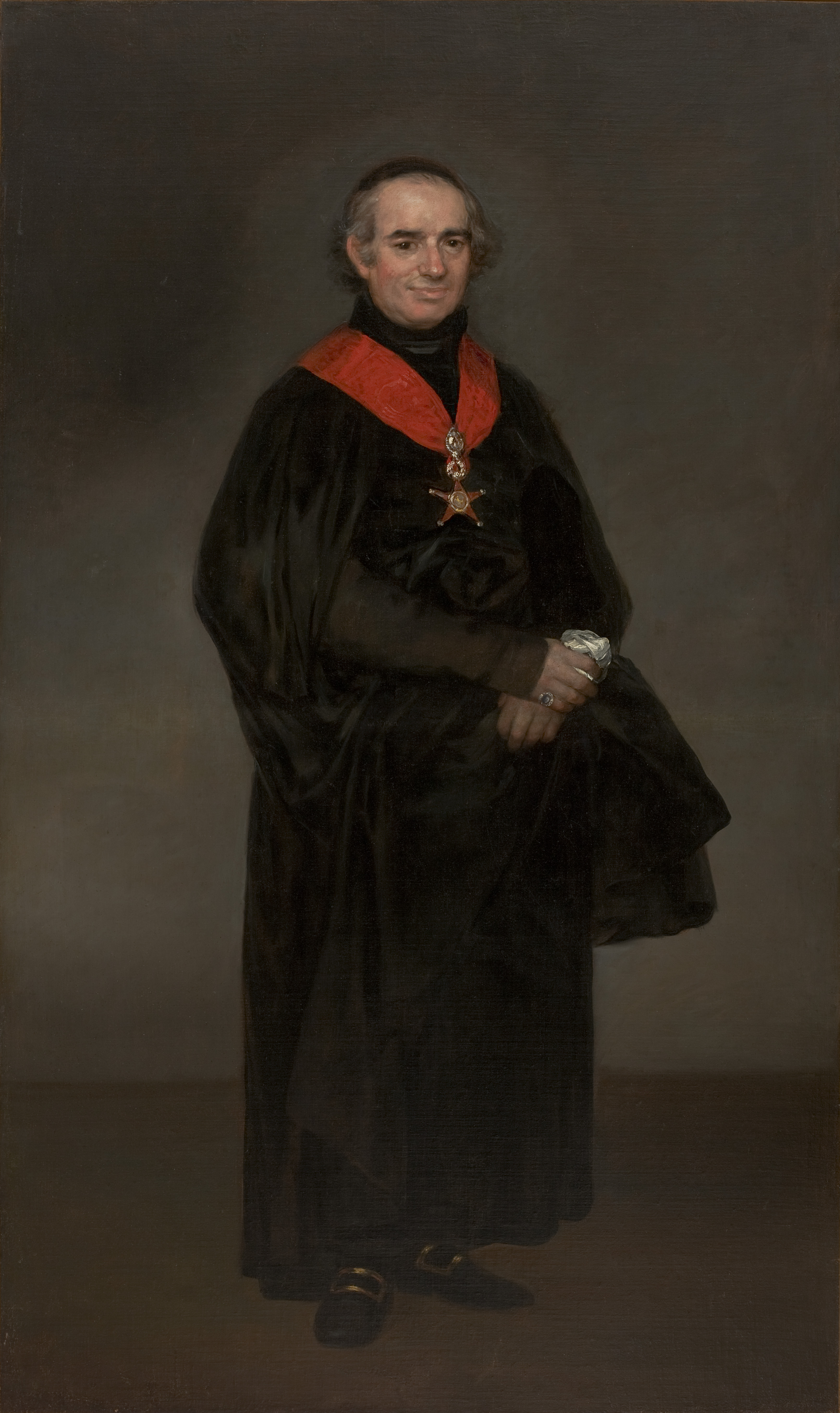
Francisco de Goya - Retrato de Don Juan Antonio Llorente, 1809-1813. Museu de Arte de São Paulo (Doação de Antonio Sanches Galdeano).
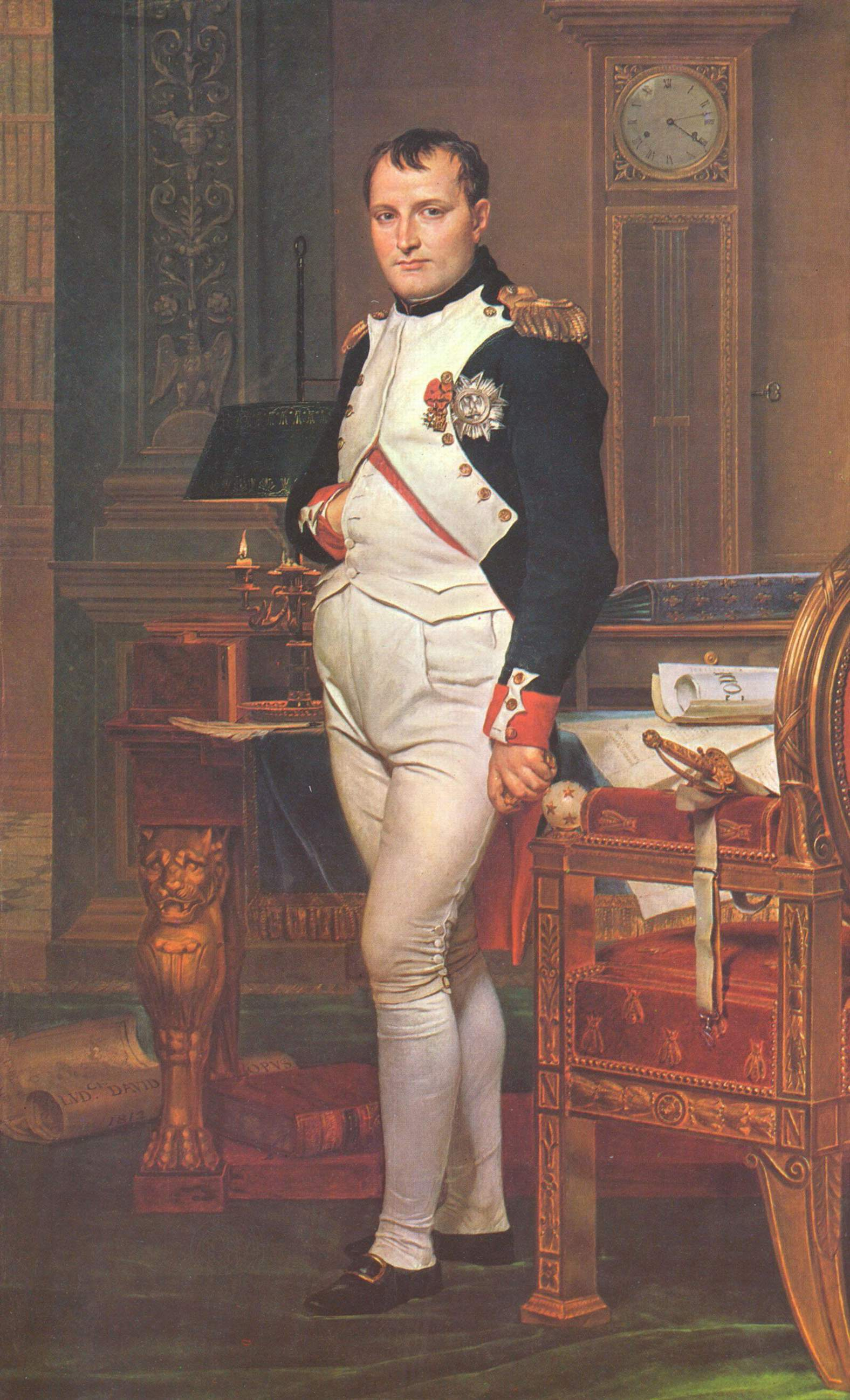
Jacques-Louis David - Retrato de Napoleão Bonaparte, 1812. National Gallery of Art.
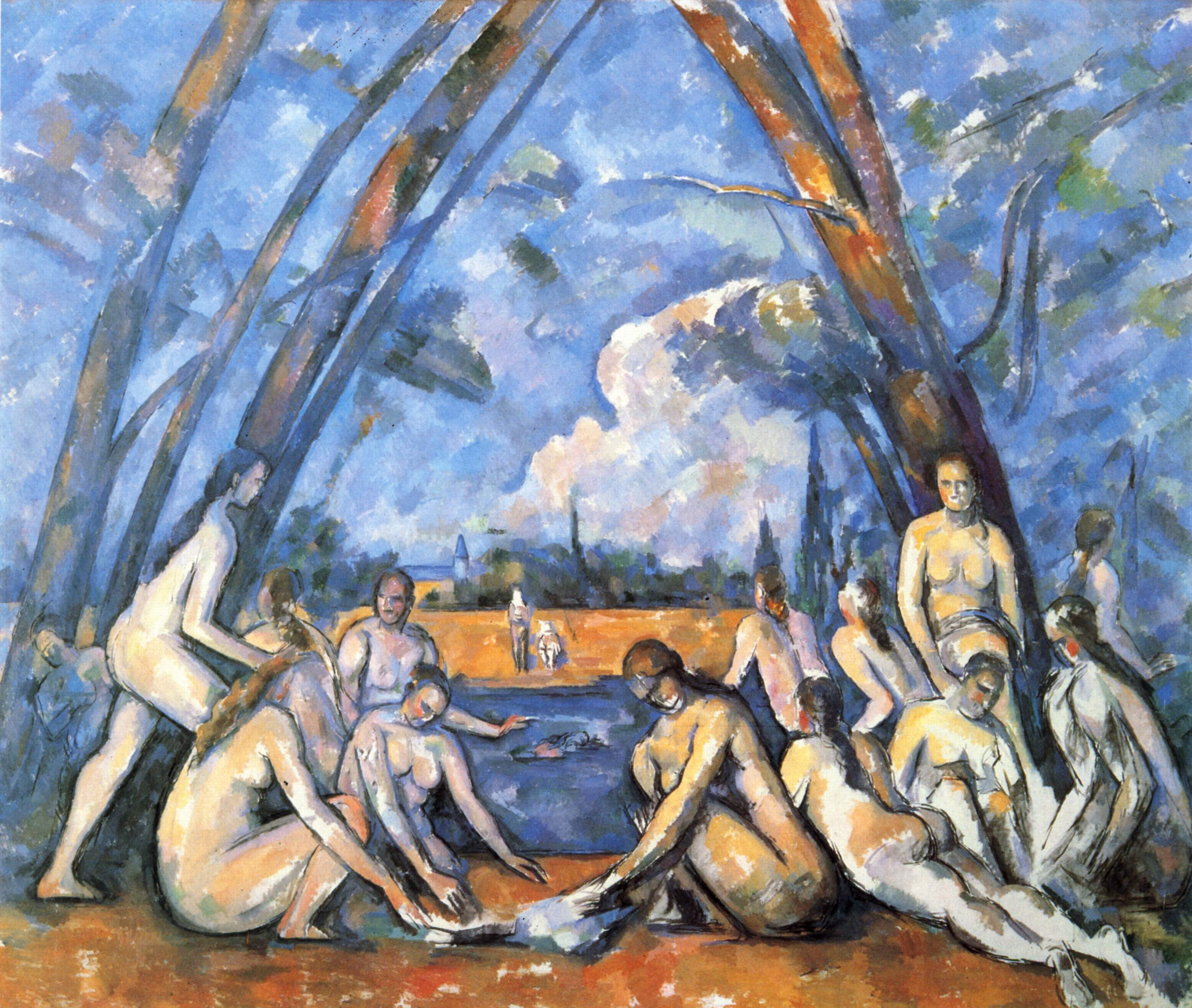
Paul Cézanne - Os grandes banhistas, c. 1906. Museu de Arte da Filadélfia.
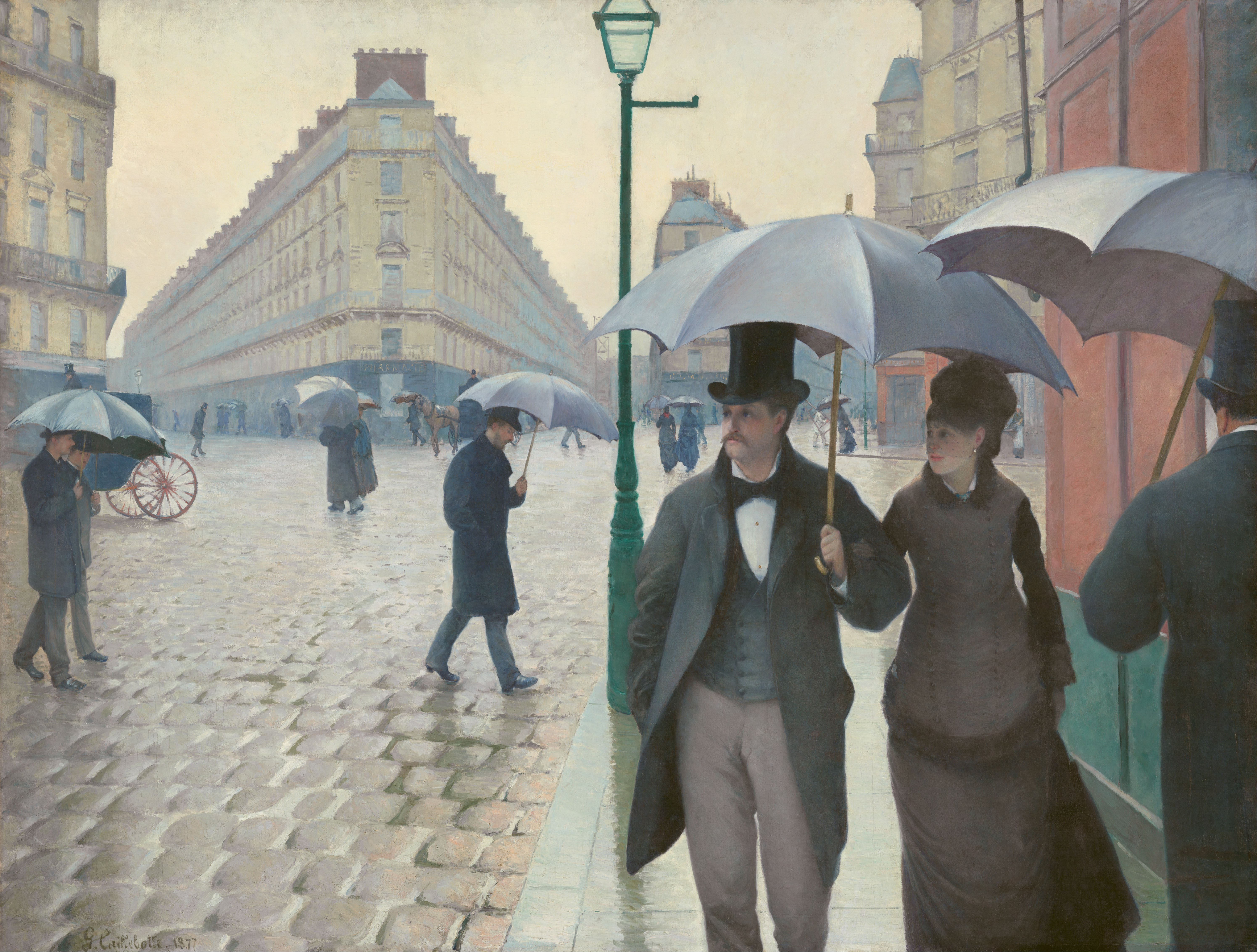
Gustave Caillebotte - La Place de l'Europe, 1877. Instituto de Arte de Chicago.
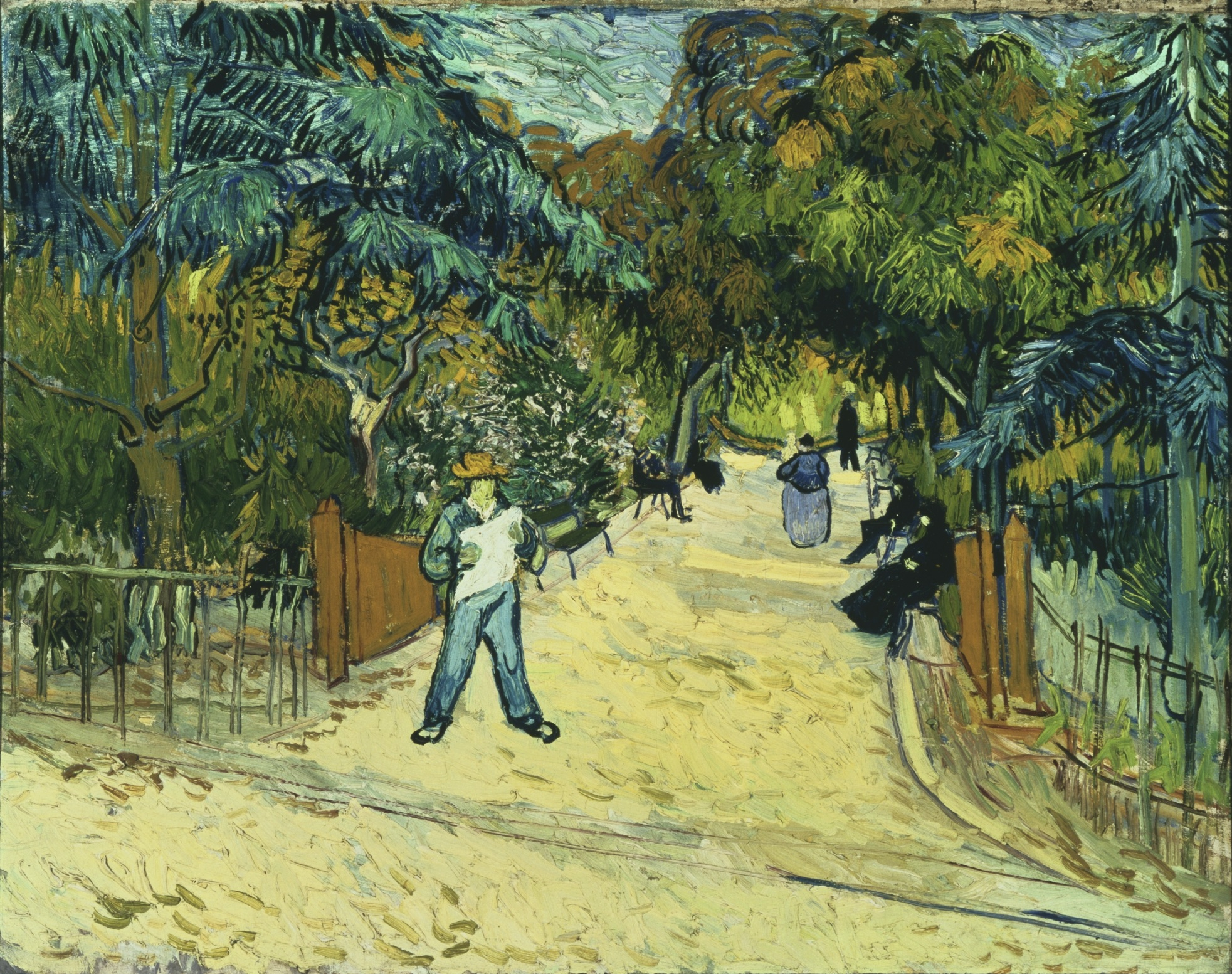
Van Gogh - Entrada do Jardim Público em Arles, 1888. Coleção Phillips.